# Pierre-Joseph Arson
Pour les articles homonymes, voir Arson.
Pierre-Joseph Arson, né le 17 septembre 1778 à L'Isle-sur-la-Sorgue et mort le 10 août 1851 à Nice, est un négociant et banquier sarde.
Négociant originaire du Comtat Venaissin installé définitivement à Nice au début du XIXe siècle, il acquiert, exploite et embellit le domaine agricole qui porte encore aujourd’hui son nom : la Villa Arson. 1er consul de la ville de Nice, Commandeur de l’Ordre des Saints-Maurice-et-Lazare, comte de Saint-Joseph, il va prendre part aux affaires publiques de la cité et consacrer une grande partie de sa vie à la recherche métaphysique.

## Biographie
Fils de Pierre Arson, originaire de Montpellier, négociant, et Marie Brun, native d’Avignon, Pierre-Joseph passe son enfance, avec sa sœur ainée et ses deux jeunes frères, entre Avignon, Montpellier, Antibes et Nice au gré des affaires et des déplacements fréquents de son père. Au cours de ses études, il va développer des aptitudes certaines pour les mathématiques et les sciences et un attrait pour la philosophie. Il épouse Catherine Landerer, le 12 octobre 1806 dans l’église réformée de Pratteln et aura quatre enfants.

## Des deniers du commerce à l’or de la connaissance
Ses activités florissantes de négociant et de préteur à Bâle et dans l'Est de la France le conduisent à ouvrir une maison de commerce rue du Sentier à Paris en 1811 et à y installer sa famille. Il s’installe à Paris, qu’il considère comme le « foyer des lumières », afin d’étancher sa soif de connaissance et de se lier à des esprits savants. Peu de temps après, fortune faite, il décide, à l’âge de 33 ans, de cesser ses activités commerciales pour se consacrer pleinement à la science et à la philosophie.

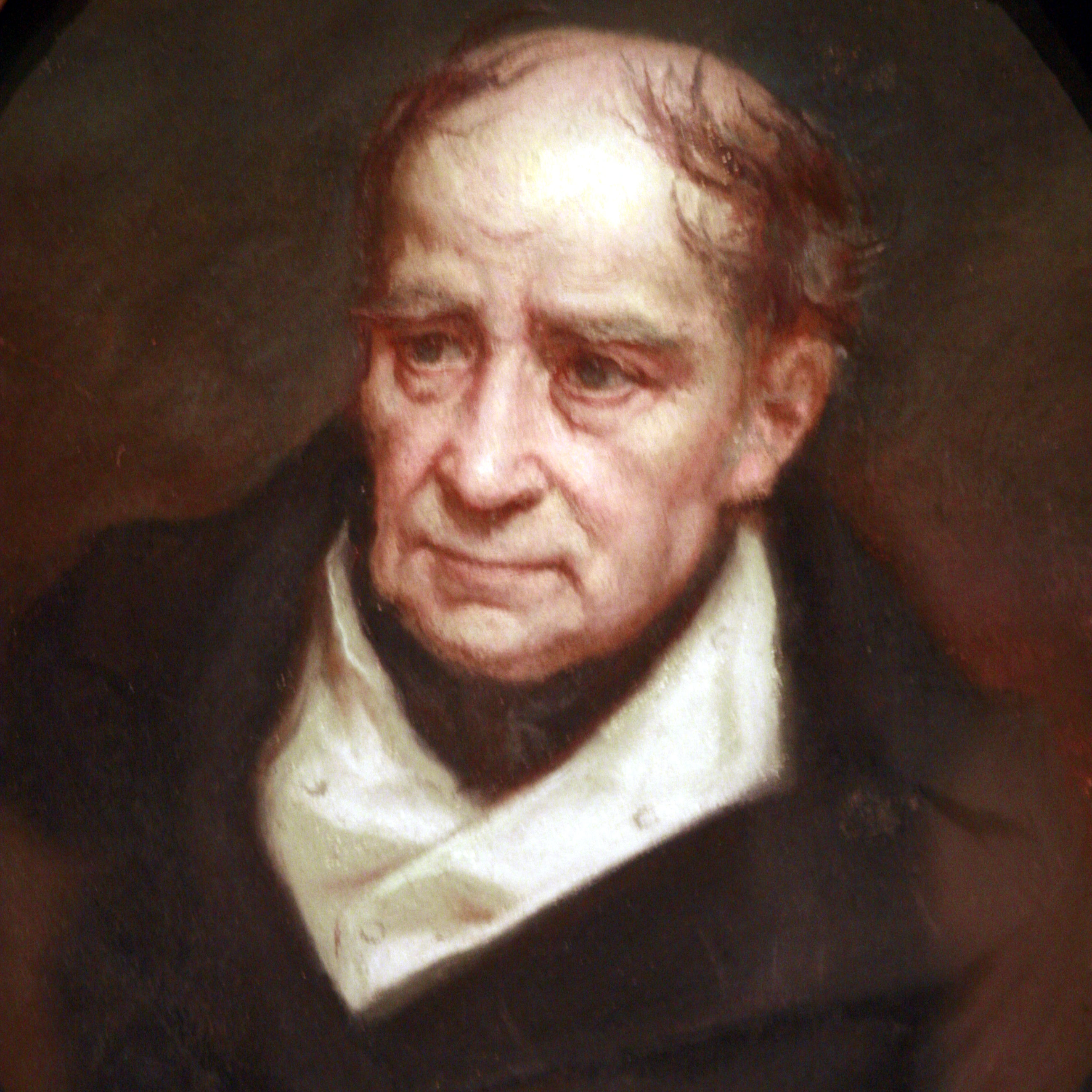
Pastel de Wronski par Laurent-Charles Maréchal (1845).

Sa rencontre avec le mathématicien polonais Josef Hoëné-Wronski, dont il soutient d’abord la publication des travaux, puis qu’il emploie pour approfondir ses connaissances scientifiques, mais aussi pour accéder au secret de l’Absolu, lui conférera une notoriété fâcheuse, à l’occasion d’un procès très largement commenté dans les gazettes en 1818. Sous l’emprise de son mentor, il va en effet consentir, outre le financement de l’édition des travaux scientifiques d’Hoëné-Wronski, des paiements à terme très importants pour les leçons reçues. Hoëné-Wronski vient exiger devant les tribunaux de Nice le règlement de billets à ordre pour une valeur de 108 516 francs, que Pierre-Joseph se refuse à payer en totalité, estimant tardivement avoir été abusé par son professeur. Le litige prend la dimension d’un scandale et donne lieu à des joutes publiques, sous forme de multiples mémoires et répliques publiés à Paris et Nice par les deux parties pour y défendre leurs arguments,,. Cette controverse, commentée jusque dans les journaux nationaux comme le Figaro, pourrait avoir inspiré Honoré de Balzac dans son court roman la Recherche de l'absolu, publié en 1834. Durant cette période de tourment, Pierre-Joseph Arson sera approché puis aidé et conseillé par des sociétés secrètes, vraisemblablement martinistes, hostiles à Wronski.

## Une ascension sociale rapide après son installation à Nice
La famille Arson possède déjà une maison en ville, rue du Cours à Nice, où Pierre Arson, le père de Pierre-Joseph a développé un négoce d’huile dès 1770, lorsque Pierre-Joseph fait l’acquisition en septembre 1812 de plusieurs biens immobiliers : un corps de maison dans l’actuelle rue Saint-François-de-Paule, un grand magasin d’huile et de vin situé à l’extrémité du cours Saleya et enfin le domaine agricole de Saint-Barthélemy qui deviendra la villa Arson. Par l’accumulation de cet ensemble, favorable autant à l’entretien des siens qu’à la reconnaissance sociale espérée, il prépare l’installation de sa famille qui quittera définitivement Paris cinq ans plus tard.
Il accroit progressivement son patrimoine foncier, fait l’acquisition en 1813 de terrains situés dans le quartier Riquier et également, plus loin, du palais et des terres appartenant au comte Lascaris dans la commune de Castellar.  L’exploitation de ses nombreuses terres produit des revenus importants. À tel point, qu’en 1836, il est devenu l’un des dix contribuables les plus imposés de la ville.
La mauvaise publicité de la querelle judiciaire avec Hoëné-Wronski va tout d’abord retarder son ascension sociale dans le comté de Nice et le conduire à décliner en 1817 l’offre du poste d’administrateur des hôpitaux civils de Nice. Une fois le procès terminé et l’affaire définitivement purgée à son avantage, Pierre-Joseph Arson va pouvoir prendre pleinement place au sein de la société locale et y occuper en peu de temps, et avec une remarquable aisance, une position de premier plan.

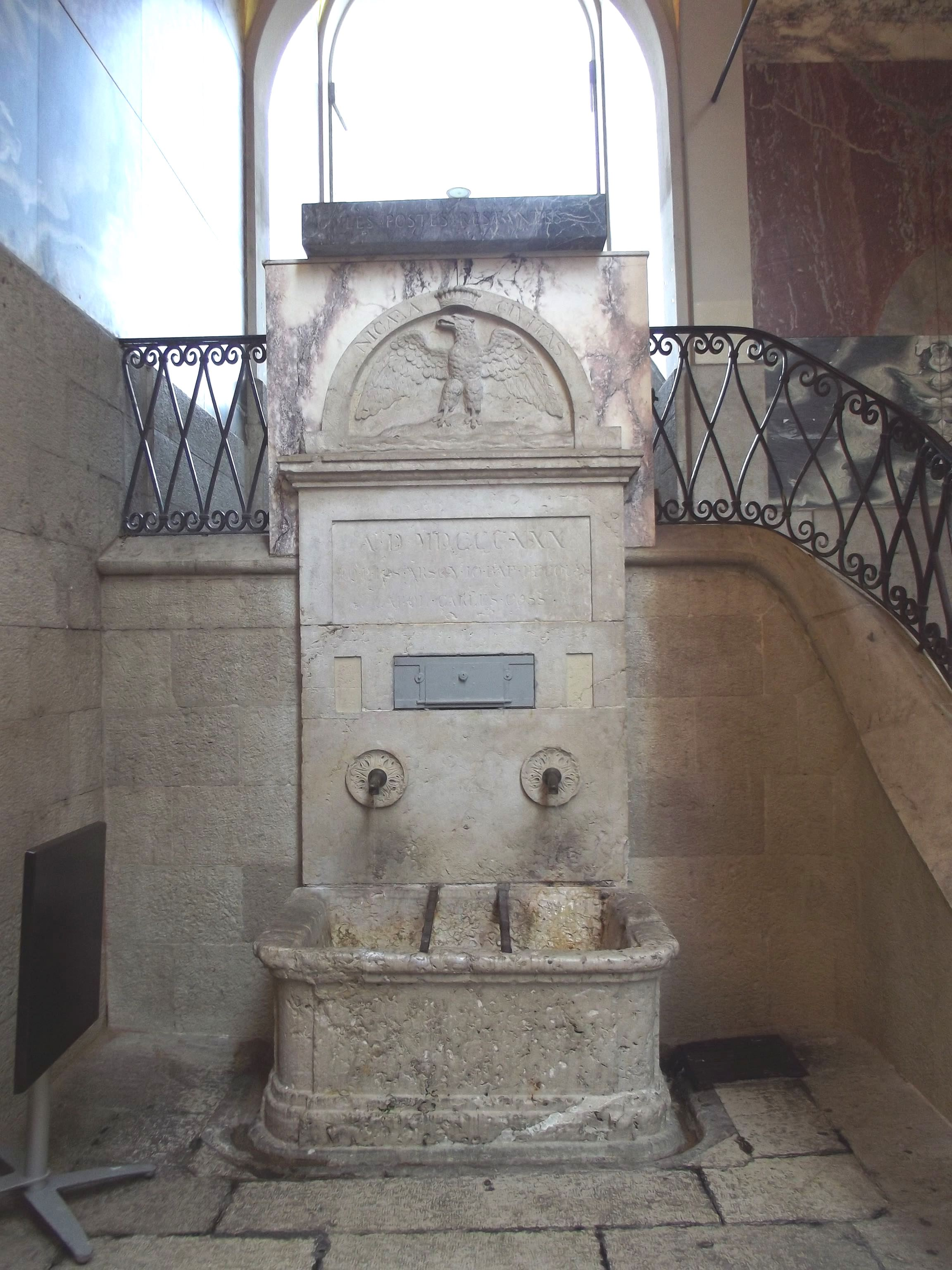
Fontaine de la porte fausse à Nice.

L’assimilation réussie de Pierre-Joseph Arson au sein de la bonne société niçoise lui ouvre en quelques années l’accès aux recommandations et parrainages indispensables à son élévation, dès 1824, au rang de commandeur dans l’ordre des Saints-Maurice-et-Lazare par le roi de Sardaigne, Charles-Félix, qui lui confère également le titre de comte de Saint-Joseph. En à peine plus de dix ans, Pierre-Joseph a réussi une exceptionnelle transition sociale entre l’élite commerçante et la noblesse du royaume de Sardaigne.
Entré au conseil de la ville en 1827, Pierre-Joseph Arson est nommé, par le souverain sarde, 1er Consul de la Ville de Nice pour l’année 1830. Au cours de ce mandat, rendu difficile par des tensions continuelles avec le tatillon intendant général de la ville, le commandeur Arson fait don à la ville d’un groupe de statues qui seront employées pour l’ornement de la fontaine des Tritons, d’abord installée devant le lycée Masséna et aujourd’hui située dans le jardin Albert-Ier. Il fait également construire rue de la Boucherie, au débouché de la porte Fausse, une fontaine encore en activité, appelée alors Fontaine des tripiers.
Une autre fontaine avait été mise en service à son initiative et à ses frais en 1822 dans le village de Castellar, où une rue porte son nom. Son mandat de 1er Consul achevé, il restera simple Conseiller de première classe de la ville jusqu’à sa démission en septembre 1834 pour raison de santé.

## L’architecte-jardinier de la Villa Arson

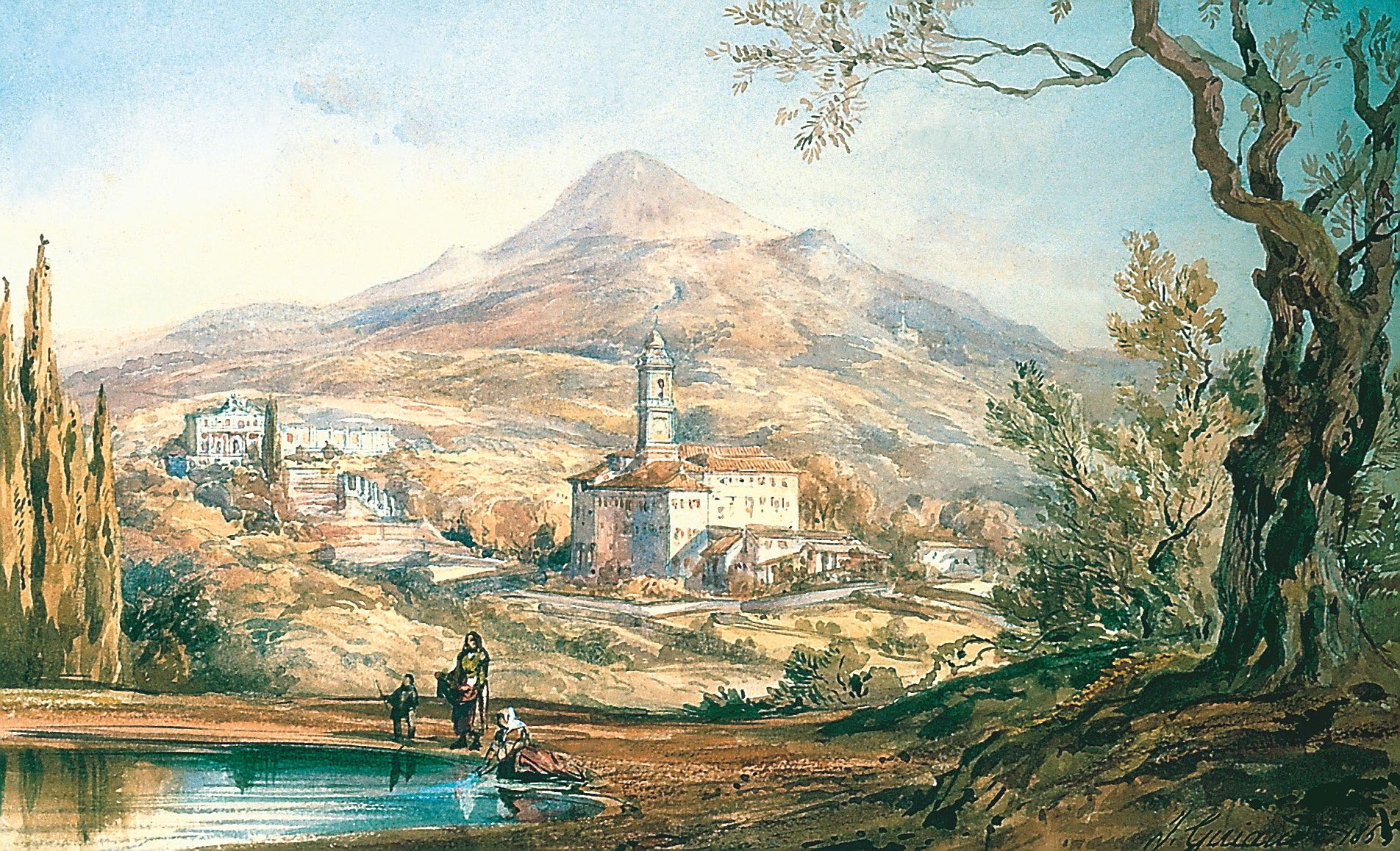
Le monastère et la Villa Arson à Saint-Barthélémy, Jacques Guiaud, 1855.

Pierre-Joseph Arson n’est ni le bâtisseur fondateur du site édifié vers 1710, ni son ultime propriétaire privé avant l’acquisition de la Villa par la ville de Nice. Mais les soins qu’il a  continuellement apportés au site de Saint-Barthélémy, durant quatre décennies, le désigne à la postérité comme le véritable architecte des lieux et celui qui en a donné tout l’éclat.
En 1812, cette propriété de 6,5ha, à usage de bienfonds, comprend : maisons civiles et rurales, greniers à foin, citernes, puits, réservoirs, jardins et vignobles. Les terres y sont abondamment complantées d’oliviers, d’orangers, de citronniers et de vignes et bénéficient d’un arrosage privilégié. Un moulin à huile est alors en cours de construction. Elle est avant tout destinée à devenir une maison de campagne et de repos pour la famille Arson qui résidera dans un premier temps en ville. Le domaine, qui jouxte le monastère des frères capucins, est alors nettement séparé de Nice et son accès est peu aisé : il faut en effet une bonne heure pour qu’une voiture attelée ne rejoigne, depuis la place Massena, la propriété par des voies encore mal carrossées.

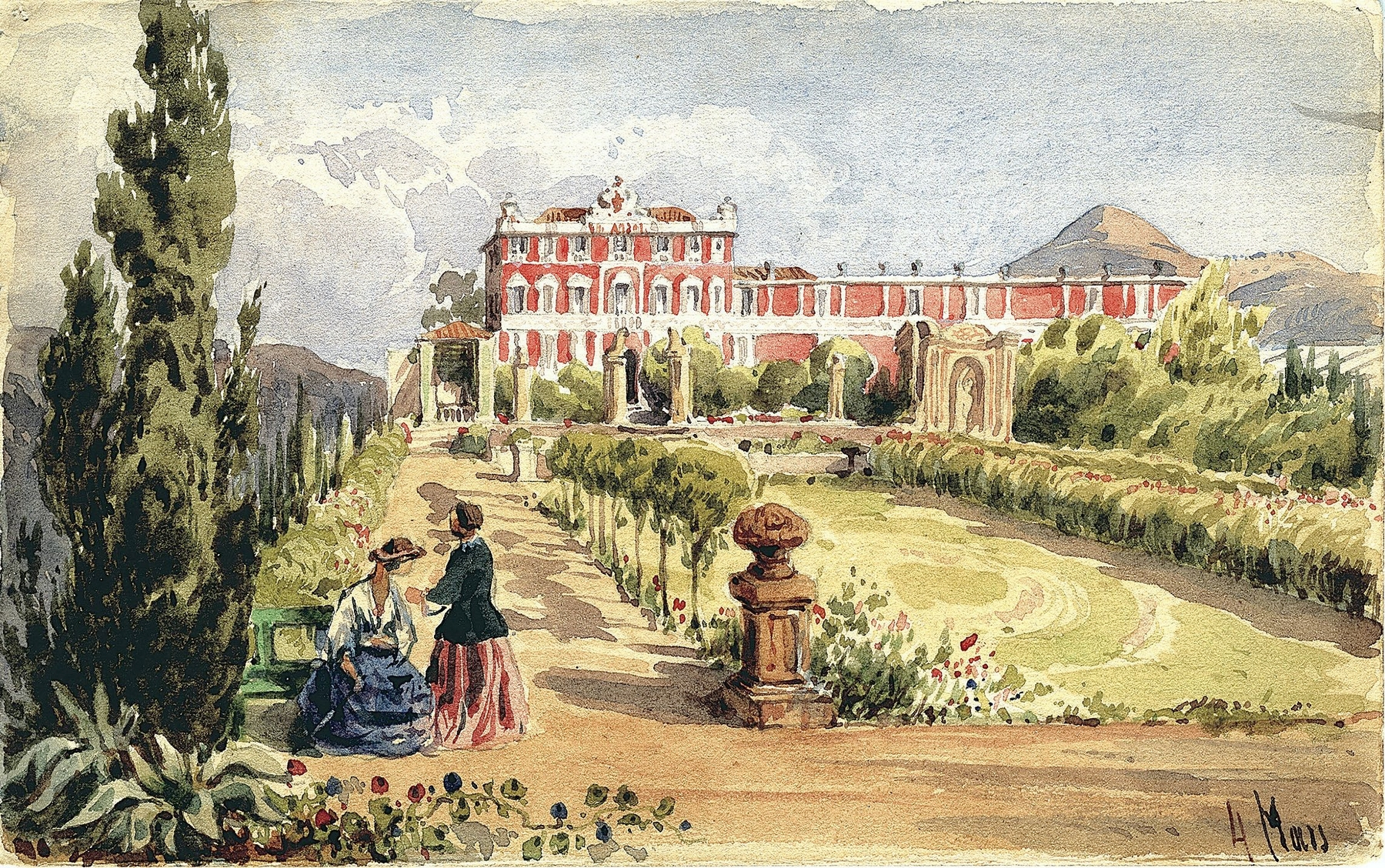
La Villa Arson vers 1865, par Urbain Garin Di Cocconato (Bibliothèque du Chevalier de Cessole, Nice).

Pierre-Joseph va rénover sobrement le bâtiment civil principal de style génois, peu entretenu par ses propriétaires précédents. Il va surtout sans cesse agrémenter le vaste jardin à l’italienne, structuré en trois terrasses, dont la vue remarquable sur la ville et sur la mer inspire les visites, les commentaires élogieux et quelques aquarellistes.
Le propriétaire des lieux y accueille volontiers les promeneurs, invite les habitants du quartier lors des fêtes de Saint-Barthélemy le 15 mars. La renommée du jardin attire quelques visiteurs prestigieux et notamment Talleyrand, la reine de Wurtemberg, le prince Umberto, futur 1er roi d’Italie, accompagné de son frère Amedeo, le romancier Edward Bulwer-Lytton, personnalités dont l’écho des passages consolide peu à peu l’ancrage social des Arson de Saint Joseph.
Consécration suprême, le roi et la reine de Sardaigne font l'honneur de leur présence lors de la fête de Saint-Barthélemy en mars 1830. Cette visite est racontée par le baron de Mengin-Fondragon (d) dans son Voyage en Italie en 1830 :
Fête de San Bartolomeo

« Hier dimanche eut lieu la fête patronale, autrement dit le festin de San-Bartolomeo, village dont je vous ai parlé dans ma dernière lettre, et qui, comme je l’ai dit, a pour paroisse l’église des Capucins. Le roi y était attendu chez le commandeur Arson, premier consul de Nice, qui possède à San-Bartolomeo une des plus jolies bastides des environs de la ville, et dont la position est ravissante (…)
Le chemin était rempli de monde et, à l’entrée du village, je vis les habitants occupés des apprêts de la fête. Les uns formaient des guirlandes de fleurs et de feuillages entremêlés d’oranges dont ils ornaient le devant de leurs maisons, où étaient pavoisés des drapeaux bleus (couleur nationale). Les arbres aussi portaient de semblables drapeaux, et les bons pères capucins encourageaient les habitants en parant eux-mêmes le devant de leur église, et les aidant à élever un arc de triomphe en feuillage à l’entrée du village pour y faire passer le roi. (…)
C’est en contemplant l’ardeur que mettaient ces bonnes gens à recevoir de leur mieux leur souverain bien aimé, que j’arrivai à la bastide du commandeur Arson, qui me fit un accueil plein de franchise et de cordialité. J’y trouvais réunie une partie de tout ce que Nice offrait de distingué, tant en habitants qu’en étrangers ; et cette habitation charmante par elle-même, ravissante par son site, qui domine Nice, la mer et toute la vallée, était encore embellie par le plus beau temps, par de jeunes et jolies femmes, et par un air de satisfaction qui régnait partout, au-dedans comme au-dehors.
Enfin on annonça le roi ; chacun alors descendit et se rangea en haie d’honneur et pour lui faire passage et escorte, car il n’en avait point d’autre, et ce fut entre cette double haie que le roi et la reine furent reçus par le maitre et la maitresse du logis.
Peu de temps après les dames leur furent successivement présentées ; après quoi le roi et la reine furent invités à se rendre dans l’appartement où une collation avait été préparée et à laquelle les dames obtinrent l’honneur d’assister.
Le repas fini, leurs majestés se rendirent à l’église, où on les attendait, et les hommes alors purent à leur tour gouter de la collation qui fut belle et fort bien ordonnée. (…) »

— Baron de Mengin-Fondragon, Nouveau voyage topographique, historique, critique, politique et moral en Italie, fait en 1830
Mais pour Pierre-Joseph Arson, la Villa Arson est bien davantage qu’une élégante œuvre paysagère et horticole, agréable au regard. C’est surtout un espace d’harmonie et de paix, un territoire d’énergie positive qui a vocation à réunir les élites niçoises et européennes et favoriser la concorde et le bien commun. Non seulement, elle abrite les idéaux humanistes et pacifistes de Pierre-Joseph Arson, mais elle doit également accueillir sa renaissance et lui servir de « tombeau résurectionnel ». Il fera dessiner sur les murs de sa propriété des inscriptions mystérieuses destinées à guider son retour.

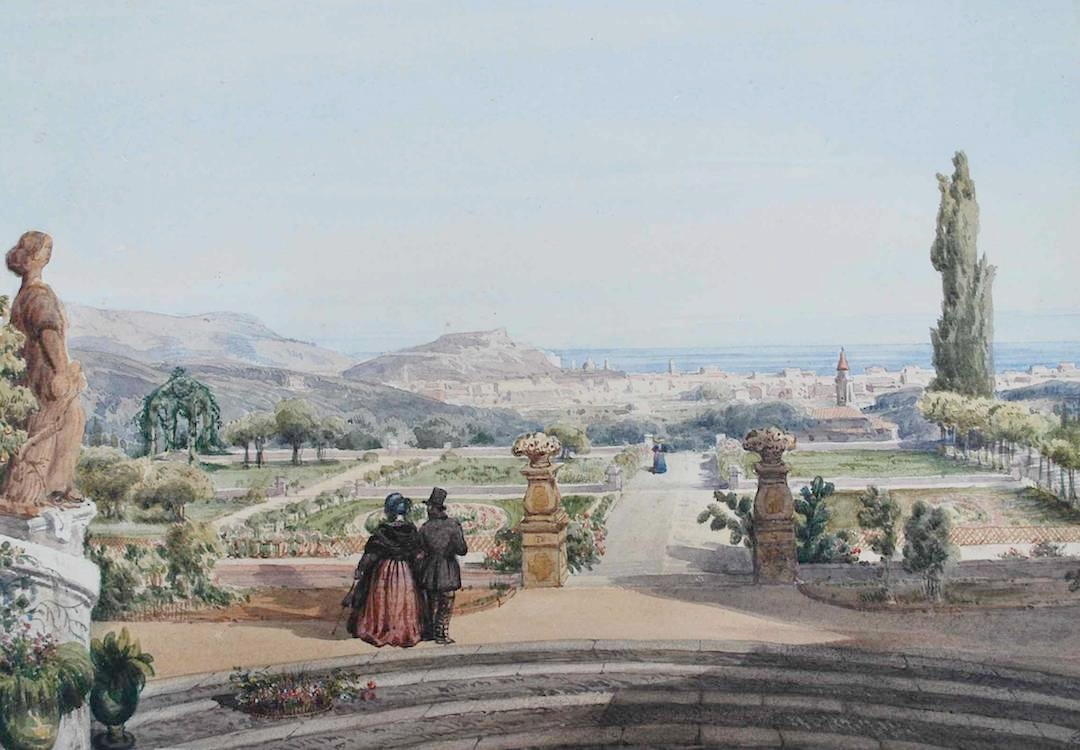
Les jardins de la Villa Arson vers 1860 par Urbain Garin Di Cocconato (Bibliothèque du Chevalier de Cessole, Nice)

Ses fils Gédéon (1810-1847) et Gonzague (1814-1865) vont poursuivre l’embellissement du site en enrichissant toujours davantage le décor italien du jardin. Multipliant les plantations nouvelles fidèles à son esprit et son style initial, ils ne cèdent pas à la mode horticole du second Empire qui fait la part belle à l’acclimatation de variétés exotiques. Ils vont notamment faire réaliser la longue allée de cyprès encore présente sur le site, édifier des portiques, kiosques, grottes et fontaines, poser des sols de mosaïques sur les vastes terrasses. La villa Arson devient un lieu de promenade prisé, un point d’intérêt célèbre et figurera longtemps dans les guides et les récits de voyage des tout premiers touristes qui font naitre peu à peu la Côte d’azur.
En remerciement du Commandeur Arson pour toutes ses œuvres et générosités, la société des ouvriers de Nice édifiera en 1862 dans les jardins de la Villa un petit monument dénommé « La grotte de Mercure », kiosque-fontaine tapissé de coquillages et recouvert par des rosiers de Banks.
Après la mort de son père, Gonzague Arson fera réaliser en 1863, dans l’axe ouest, une extension plus vaste encore que la villa ancienne pour recevoir davantage. Ce bâtiment de trois étages, ensuite exploité en hôtel à partir de 1884 puis comme clinique en 1927, sera détruit, lors de la transformation du site en école d’art moderne, en 1966.
Le phœnix, symbole des Arson de Saint-Joseph, figure toujours sur le fronton de la Villa.

## Les publications testamentaires de ses dernières années

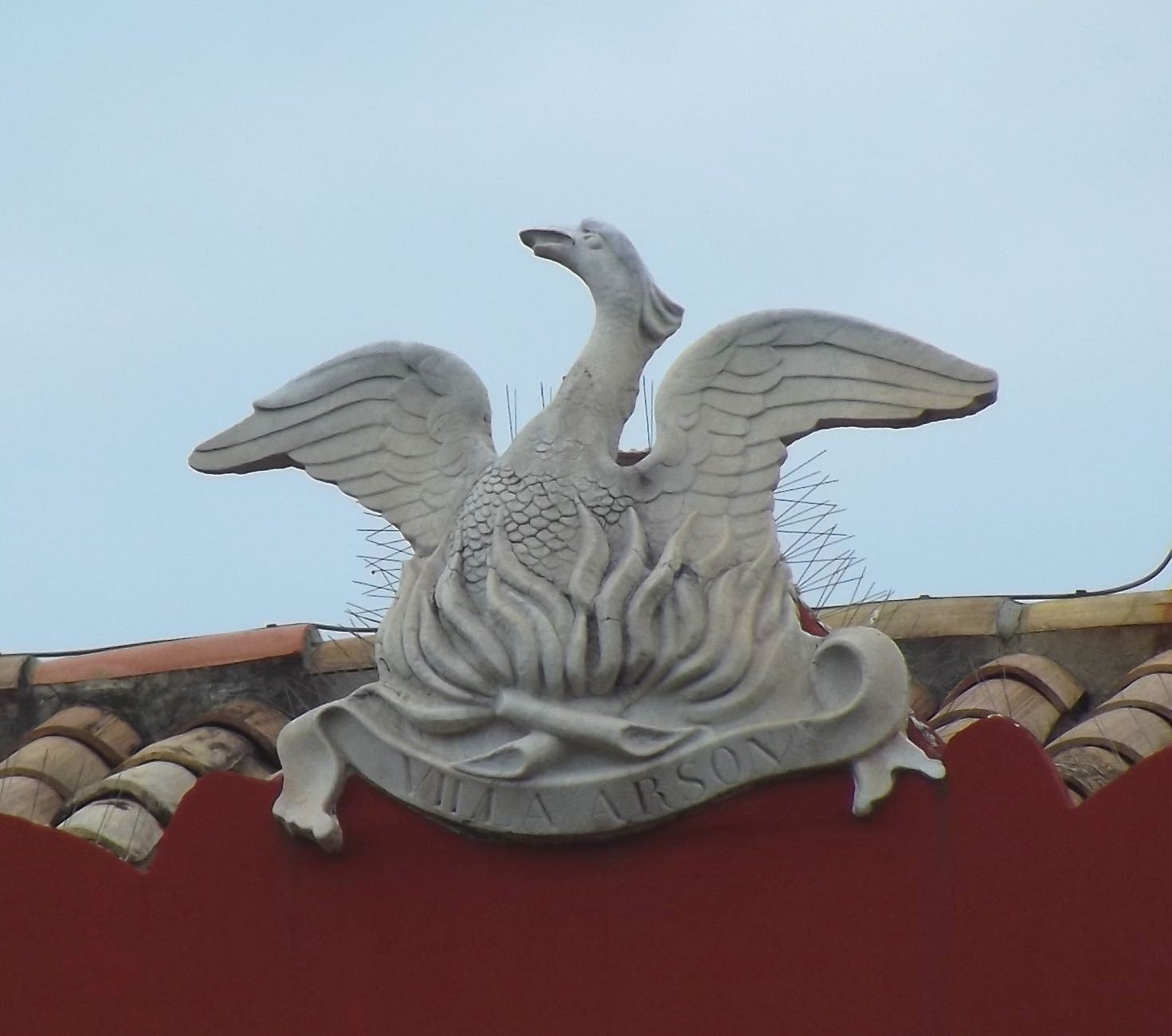
Le phœnix, symbole de la famille Arson.

Arson va consacrer la dernière partie de sa vie à parachever ses travaux théosophiques, à écrire et faire connaître sa grande œuvre pour l’Humanité. Conscient que l’épicentre intellectuel reste Paris et que les journaux de la capitale sont le meilleur vecteur de la propagation de ses messages, il s’y installe à nouveau en mars 1844 avec sa fille cadette Zélie, afin de donner toute la publicité possible à l’œuvre qu’il souhaite laisser à la postérité. Après avoir entendu un « appel » en 1830, Pierre-Joseph Arson est habité par la conviction d’être investi d’une mission de salut de l’humanité. Il va, durant les vingt dernières années de sa vie, développer une philosophie mystique, idéaliste, pétrie de métempsycose qui ambitionne d’établir sur la terre un nouvel ordre humaniste fondé sur « l’omniscience et la bonté de cœur ». Ses démarches auprès d’une trentaine de journaux parisiens tournent court mais il persiste et fait publier sous forme de cahiers, dénommés « émissions », son Épitre aux humains, entre 1844 et 1846, lequel ne connaîtra jamais d’écho réel. Il rend destinataire de ses écrits et, sans plus de résultats, quelques académies savantes à de Paris, de Turin, de Londres, de Berlin et de Göttingen ainsi que les philosophes Lamennais, Victor Cousin et Schelling qu’il admire. Pierre-Joseph Arson conclut cet ouvrage introspectif et à la forme souvent ingrate par un court essai relatif à la science des nombres et à la conception d’un nouveau procédé simplifié de numération.
Revenu à Nice, il va orienter ses derniers travaux vers des sujets résolument scientifiques, dans lesquels, plus convaincant, il déploie son agilité mathématique et son appétence pour la recherche, la simplification et la vulgarisation, notamment dans les domaines de la métrologie et du calcul astronomique. Déjà en 1827, à la demande du Conseil de la ville de Nice, Pierre-Joseph avait rédigé un opuscule relatif aux Poids et Mesures à l’usage de la ville de Nice rattaché au système métrique. Il publie en 1849, un Calendrier hebdomadaire de l'ère nouvelle. Plus tard, ses travaux relatifs à l’établissement d’un nouveau Calendrier universel et perpétuel, visant à atténuer les inconvénients du calendrier Grégorien, seront publiés par ses enfants à titre posthume, sans que ne soit d’ailleurs adoptée la moindre de ses propositions.
Pierre-Joseph meurt dans sa propriété de Nice le 10 août 1851 à l’âge de 73 ans et est inhumé au cimetière de Saint Barthélémy. En 1862, son fils Gonzague fera réinhumer ses restes dans la chapelle de la villa Arson.
Une légende romanesque et exubérante va lui survivre, décrivant avec causticité son comportement original voire son extravagance et le peignant en mage mystique égaré dans ses chimères. Ce portrait folklorique surgi 70 ans après sa disparition, sous la plume d’un improbable témoin a laissé ses empreintes dans les écrits de plusieurs historiens ou journalistes niçois qui ont souvent puisé dans cette cocasse et brève biographie.
La ville de Nice a nommé, vers 1862, une rue et une place dans le quartier du port en souvenir du Commandeur et en remerciement de terrains cédés par la famille, employés par la commune pour l’aménagement de la place qui accueillera la manufacture de tabac.

## Publications
- Document pour l’histoire des grands fourbes qui ont figuré sur la terre : ou mémoire d’Arson de l’Isle de Vaucluse contre Hoëné Wronski, auteur de divers ouvrages sur les mathématiques, Paris, Pierre Didot l’Ainé, août 1817, 23 cm (OCLC 34644082, lire en ligne), p. 98.
- Appel à l’humanité contenant l’exposé de la conduite du nommé Arson, depuis qu’il s’est voué au service de ses semblables, Paris, Armand Belin, 1818, 50 p. (OCLC 252815486, lire en ligne).
- Réplique au sieur Hoëné Wronski : faisant suite au mémoire de Arson, Paris, Pierre Didot l’Ainé, 1818, 18 p., in-4º (lire en ligne sur Gallica).
- Lettre au rédacteur du "Journal général de la France", pour protester contre une brochure de Hoëné Wronski intitulée : "Conduite coupable et condamnation propre du nommé Arson" : Réponse au rédacteur de la "Gazette de France"] / [signé : Hoené Wroński, Paris, 3 juin 1818, Paris, Doublet, 1818 (lire en ligne sur Gallica).
- Épitre aux humains, Paris, Rignoux, 1846, 24 p., 2 parties en 1 vol. ; in-4º (OCLC 456827963, lire en ligne sur Gallica).
- Calendrier universel et perpétuel : par le commandeur Arson publié par ses enfants  (Œuvre posthume), Nice, Impr. administrative, 1863, xv-46 p.-[5] f. de pl., 1 vol. tabl. ; in-4º (lire en ligne sur Gallica).